# Impatiens

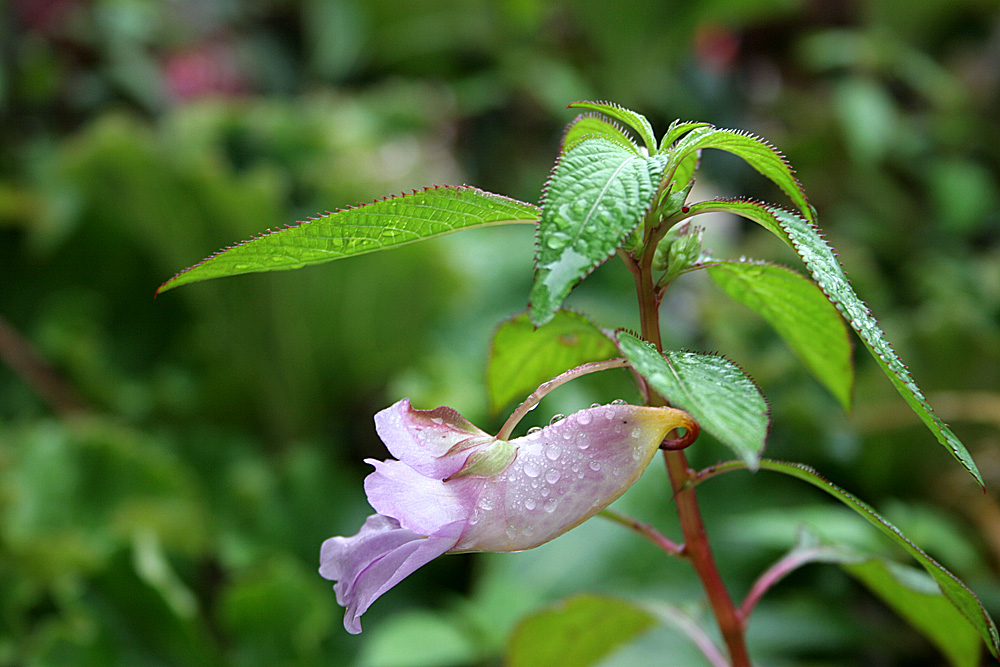
Impatiens arguta

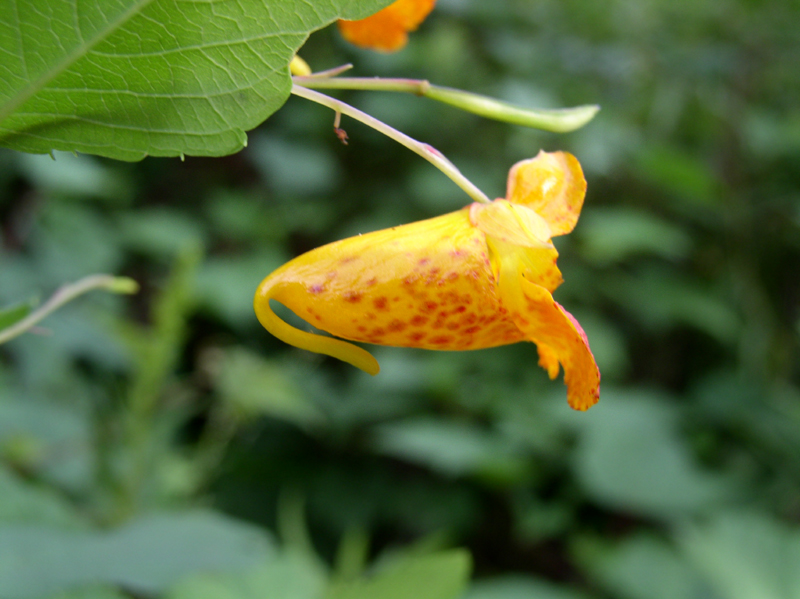
Impatiens capensis, jewelweed.

Impatiens es un género de alrededor de 900-1000 especies de la familia Balsaminaceae ampliamente distribuido. 

## Descripción
Son hierbas erectas con tallos suculentos y algo ramificados. Hojas por lo general angostamente elípticas a ovadas, glabras, cerosas en el haz. Flores anaranjadas, rojas, rosadas o moradas; sépalos 3, el anterior cimbiforme y extendido en un largo espolón tubular, los laterales laminares, linear-lanceolados; pétalos 3, el superior cordado, los laterales profundamente lobados; estambres 5, connados o conniventes cerca de las anteras formando una caperuza ajustada alrededor del ovario, la cual es caduca antes de que el estigma sea receptivo; óvulos numerosos. Fruto una cápsula típicamente 5-valvada.

## Distribución
Este género está ampliamente distribuido por todo el hemisferio norte y los trópicos. Florecen desde principios de la primavera hasta las primeras heladas y las especies tropicales pueden producir flores durante todo el año. Vegetan tanto al sol como a la sombra. 

## Ecología
Las diferentes especies de este género son utilizadas como alimento por las larvas de algunas especies de lepidópteros, como Melanchra persicariae.
Comprende 1269 especies descritas y de estas, solo 303 aceptadas.

## Taxonomía
El género fue descrito por Carlos Linneo y publicado en Species Plantarum' 2: 937-938. 1753.
Etimología
El nombre científico de estas plantas se deriva de impatiens (impaciente), debido a que al tocar las vainas de semillas maduras estas explotan, esparciéndolas  a varios metros. Este mecanismo es conocido como balocoria, o también como "liberación explosiva".